# Larroque (Haute-Garonne)
Pour les articles homonymes, voir Larroque.
Larroque est une commune française située dans l'ouest du département de la Haute-Garonne, en région Occitanie.
Sur le plan historique et culturel, la commune est dans le pays de Comminges, correspondant à l’ancien comté de Comminges, circonscription de la province de Gascogne située sur les départements actuels du Gers, de la Haute-Garonne, des Hautes-Pyrénées et de l'Ariège. Exposée à un climat océanique altéré, elle est drainée par la Save, le canal de Franquevielle à Cardeilhac, la Seygouade, et par divers autres petits cours d'eau. La commune possède un patrimoine naturel remarquable composé de deux zones naturelles d'intérêt écologique, faunistique et floristique.
Larroque est une commune rurale qui compte 292 habitants en 2022, après avoir connu un pic de population de 1 229 habitants en 1831. Ses habitants sont appelés les Larroquais ou  Larroquaises.
Le patrimoine architectural de la commune comprend un immeuble protégé au titre des monuments historiques : le donjon, inscrit en 1930.

## Géographie

### Localisation
La commune de Larroque se trouve dans le département de la Haute-Garonne, en région Occitanie.
Elle se situe à 81 km à vol d'oiseau de Toulouse, préfecture du département, et à 13 km de Saint-Gaudens, sous-préfecture.
Les communes les plus proches sont : 
Sarrecave (2,4 km), Balesta (3,4 km), Montmaurin (3,9 km), Saint-Plancard (4,0 km), Nizan-Gesse (4,3 km), Sarremezan (4,8 km), Cazaril-Tambourès (5,3 km), Le Cuing (5,6 km).
Sur le plan historique et culturel, Larroque fait partie du pays de Comminges, correspondant à l’ancien comté de Comminges, circonscription de la province de Gascogne située sur les départements actuels du Gers, de la Haute-Garonne, des Hautes-Pyrénées et de l'Ariège.
Les communes limitrophes sont  Balesta, Cardeilhac, Cazaril-Tambourès, Le Cuing, Lodes, Montmaurin, Nizan-Gesse, Saint-Plancard, Sarrecave et Sarremezan.
| Sarrecave                  | Nizan-Gesse | Montmaurin, Sarremezan |
| Balesta, Cazaril-Tambourès | Larroque    | Cardeilhac             |
| Saint-Plancard             | Le Cuing    | Lodes                  |

### Géologie et relief

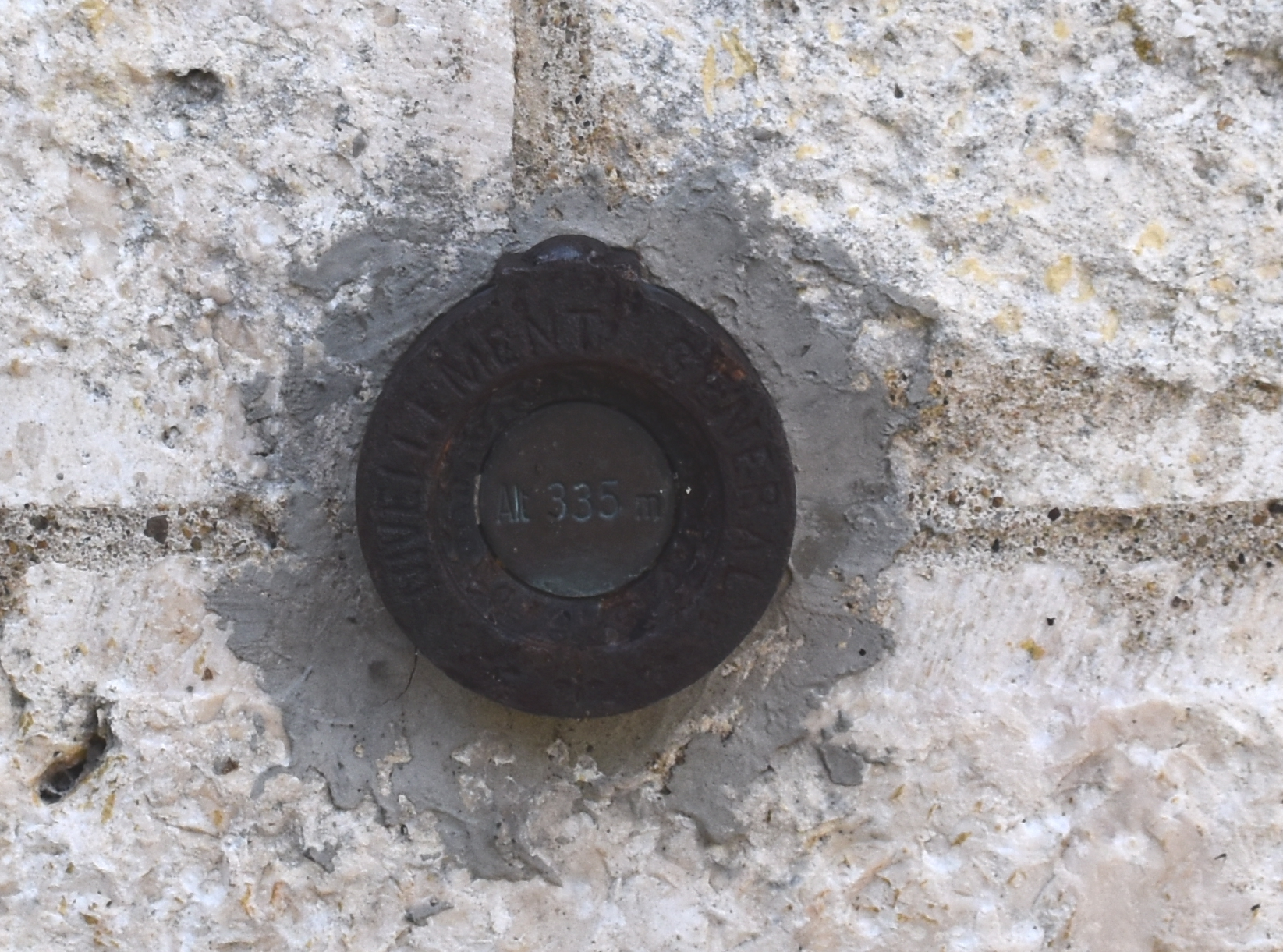
Larroque - Borne de nivellement sur l'église - Altitude 335 m.

La superficie de la commune est de 1 983 hectares ; son altitude varie| de 304  à   488 mètres.

### Hydrographie
Elle est drainée par la Save, le canal de Franquevielle à Cardeilhac, la Seygouade, un bras de la Save, un bras de la Save, la Devèze, le ruisseau de la Cascarre, le ruisseau de la Morère, le ruisseau de la Plagne, le ruisseau de Peyraule, le ruisseau de Samadet le ruisseau des Caquettes et par divers petits cours d'eau, constituant un réseau hydrographique de 37 km de longueur totale,.
La Save, d'une longueur totale de 143 km, prend sa source dans la commune de Lannemezan (65) et s'écoule du sud-ouest vers le nord-est. Elle traverse la commune et se jette dans la Garonne à Grenade, après avoir traversé 46 communes.
Le canal de Franquevielle à Cardeilhac, d'une longueur totale de 23,2 km, prend sa source dans la commune de Franquevielle et s'écoule du sud-ouest vers le nord-est. Il traverse la commune et se jette dans la Nère à Cardeilhac, après avoir traversé 7 communes.
La Seygouade, d'une longueur totale de 16,7 km, prend sa source dans la commune de Cazaril-Tambourès et s'écoule du sud-ouest vers le nord-est. Elle traverse la commune et se jette dans La Save à Lespugue, après avoir traversé 6 communes.

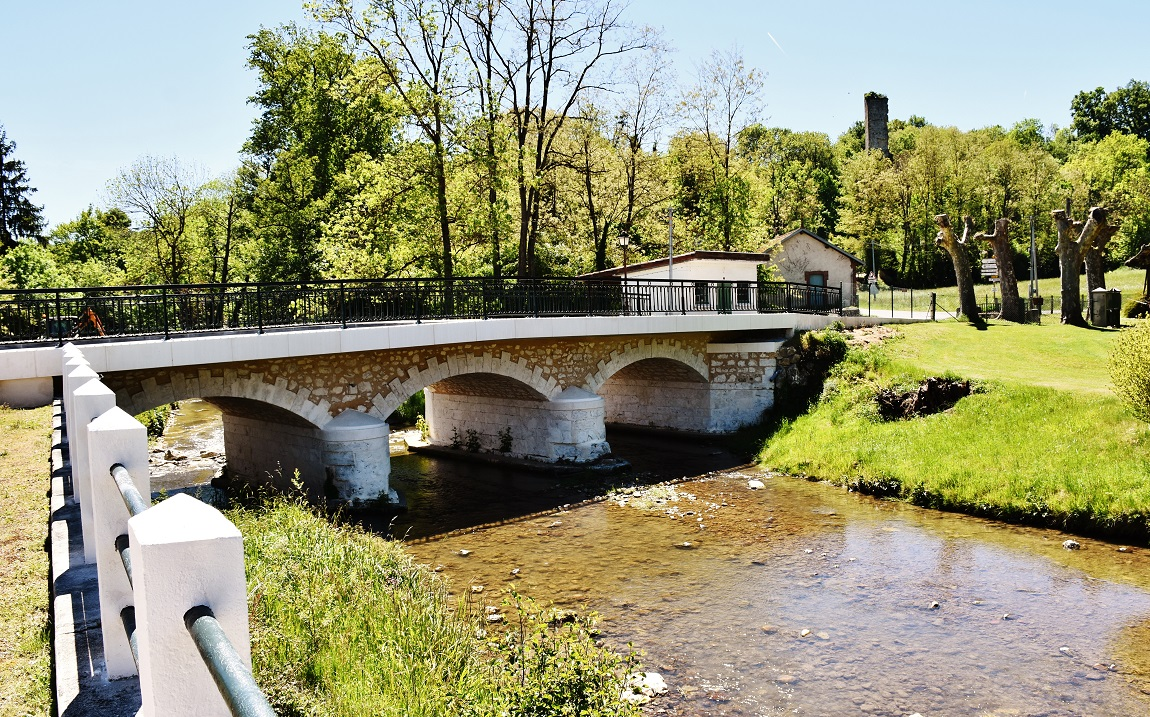
Le pont franchissant la Save, au bourg.
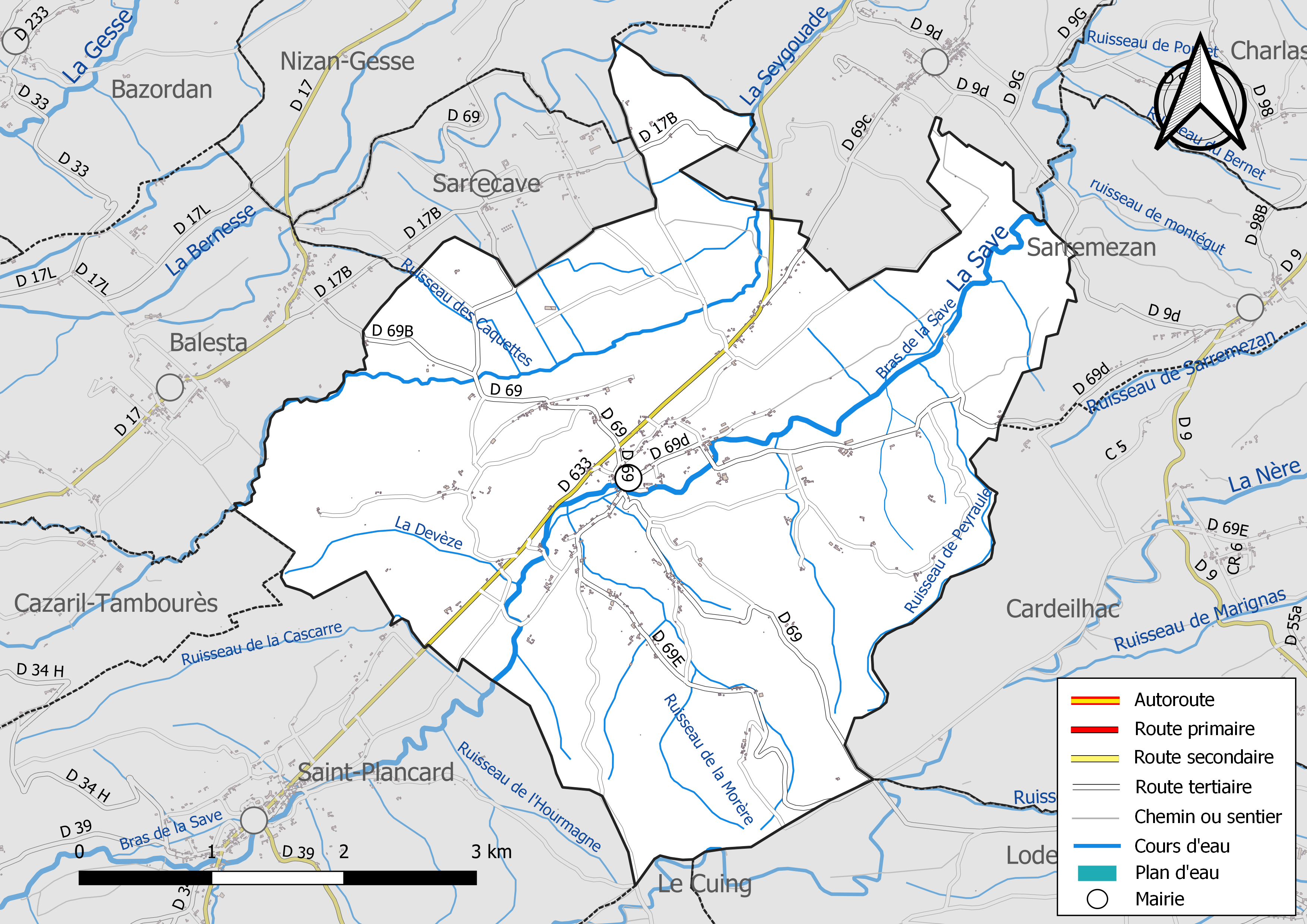
Réseaux hydrographique et routier de Larroque.
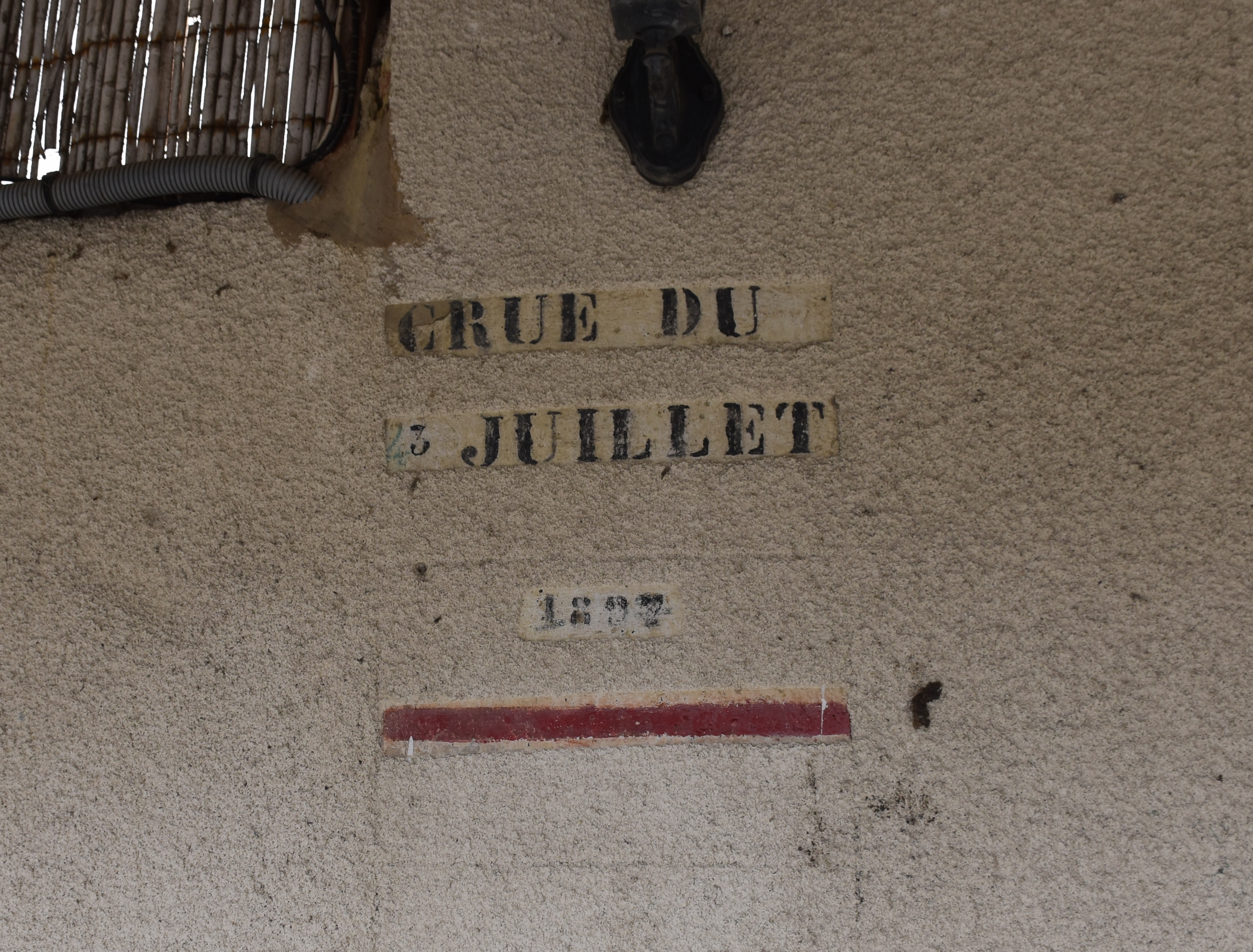
Larroque - Marque de la hauteur de la crue du 3 juillet 1897: environ + 4 m au-dessus du niveau moyen.

### Climat
Pour des articles plus généraux, voir Climat de l'Occitanie et Climat de la Haute-Garonne.
En 2010, le climat de la commune est de type climat océanique altéré, selon une étude s'appuyant sur une série de données couvrant la période 1971-2000. En 2020, Météo-France publie une typologie des climats de la France métropolitaine dans laquelle la commune est exposée à un climat de montagne ou de marges de montagne et est dans la région climatique Pyrénées centrales, caractérisée par une pluviométrie annuelle de 1 000 à 1 200 mm.
Pour la période 1971-2000, la température annuelle moyenne est de 12,2 °C, avec une amplitude thermique annuelle de 14,9 °C. Le cumul annuel moyen de précipitations est de 923 mm, avec 10,1 jours de précipitations en janvier et 6,7 jours en juillet. Pour la période 1991-2020, la température moyenne annuelle observée sur la station météorologique la plus proche, située sur la commune de Clarac à 11 km à vol d'oiseau, est de 12,5 °C et le cumul annuel moyen de précipitations est de 804,9 mm,. Pour l'avenir, les paramètres climatiques de la commune estimés pour 2050 selon différents scénarios d'émission de gaz à effet de serre sont consultables sur un site dédié publié par Météo-France en novembre 2022.

### Milieux naturels et biodiversité

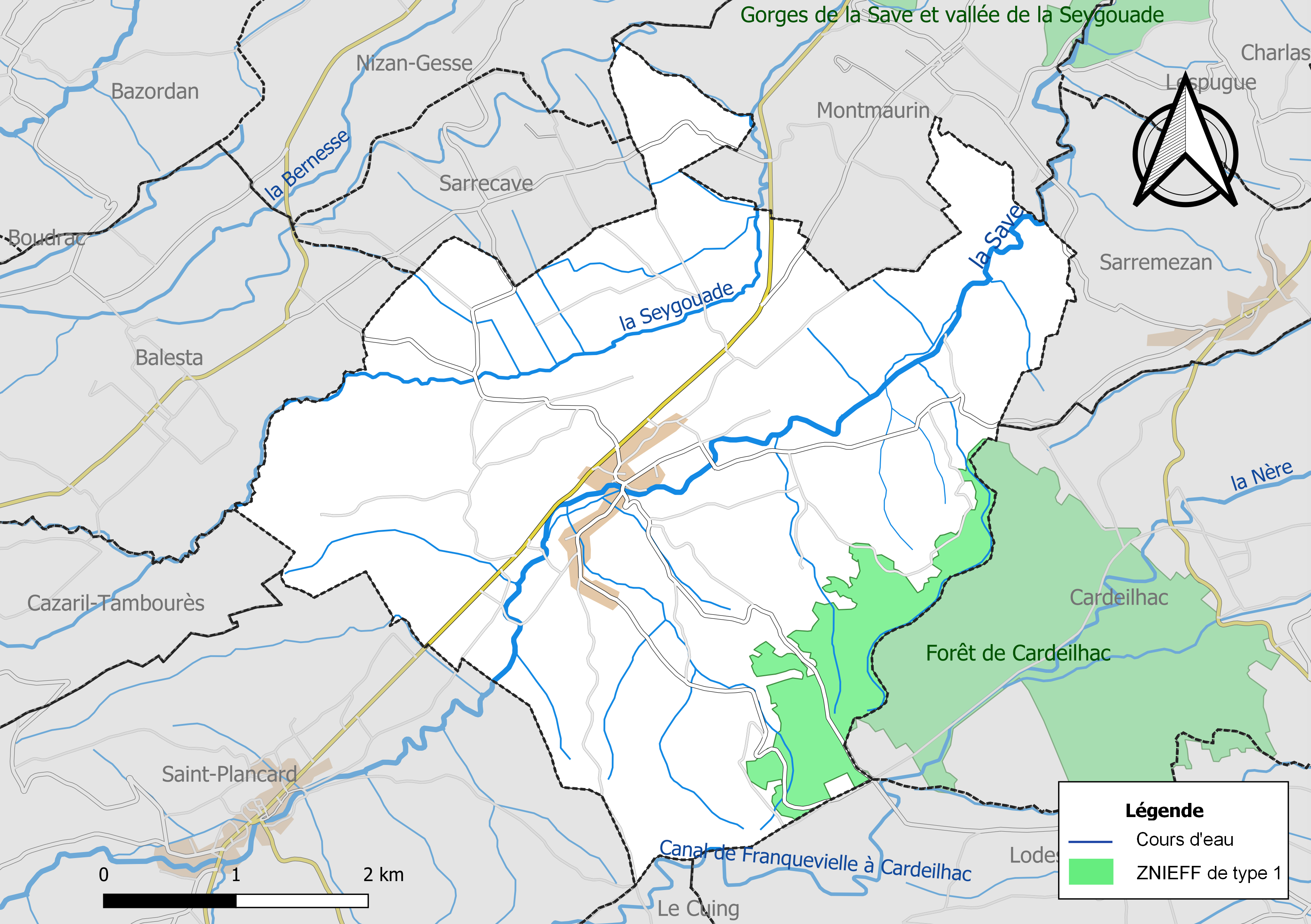
Carte de la ZNIEFF de type 1 localisée sur la commune.

L’inventaire des zones naturelles d'intérêt écologique, faunistique et floristique (ZNIEFF) a pour objectif de réaliser une couverture des zones les plus intéressantes sur le plan écologique, essentiellement dans la perspective d’améliorer la connaissance du patrimoine naturel national et de fournir aux différents décideurs un outil d’aide à la prise en compte de l’environnement dans l’aménagement du territoire.
Une ZNIEFF de type 1 est recensée sur la commune :
la « forêt de Cardeilhac » (593 ha), couvrant 3 communes du département et une ZNIEFF de type 2, : 
les « massifs forestiers de Cardeilhac et de l'Escale » (1 680 ha), couvrant 6 communes du département.

## Urbanisme

### Typologie
Au 1er janvier 2024, Larroque est catégorisée commune rurale à habitat très dispersé, selon la nouvelle grille communale de densité à sept niveaux définie par l'Insee en 2022.
Elle est située hors unité urbaine et hors attraction des villes,.

### Occupation des sols
L'occupation des sols de la commune, telle qu'elle ressort de la base de données européenne d’occupation biophysique des sols Corine Land Cover (CLC), est marquée par l'importance des territoires agricoles (78,9 % en 2018), une proportion identique à celle de 1990 (78,9 %). La répartition détaillée en 2018 est la suivante : 
zones agricoles hétérogènes (42,2 %), terres arables (29,8 %), forêts (19,3 %), prairies (6,8 %), zones urbanisées (1,9 %). L'évolution de l’occupation des sols de la commune et de ses infrastructures peut être observée sur les différentes représentations cartographiques du territoire : la carte de Cassini (XVIIIe siècle), la carte d'état-major (1820-1866) et les cartes ou photos aériennes de l'IGN pour la période actuelle (1950 à aujourd'hui).

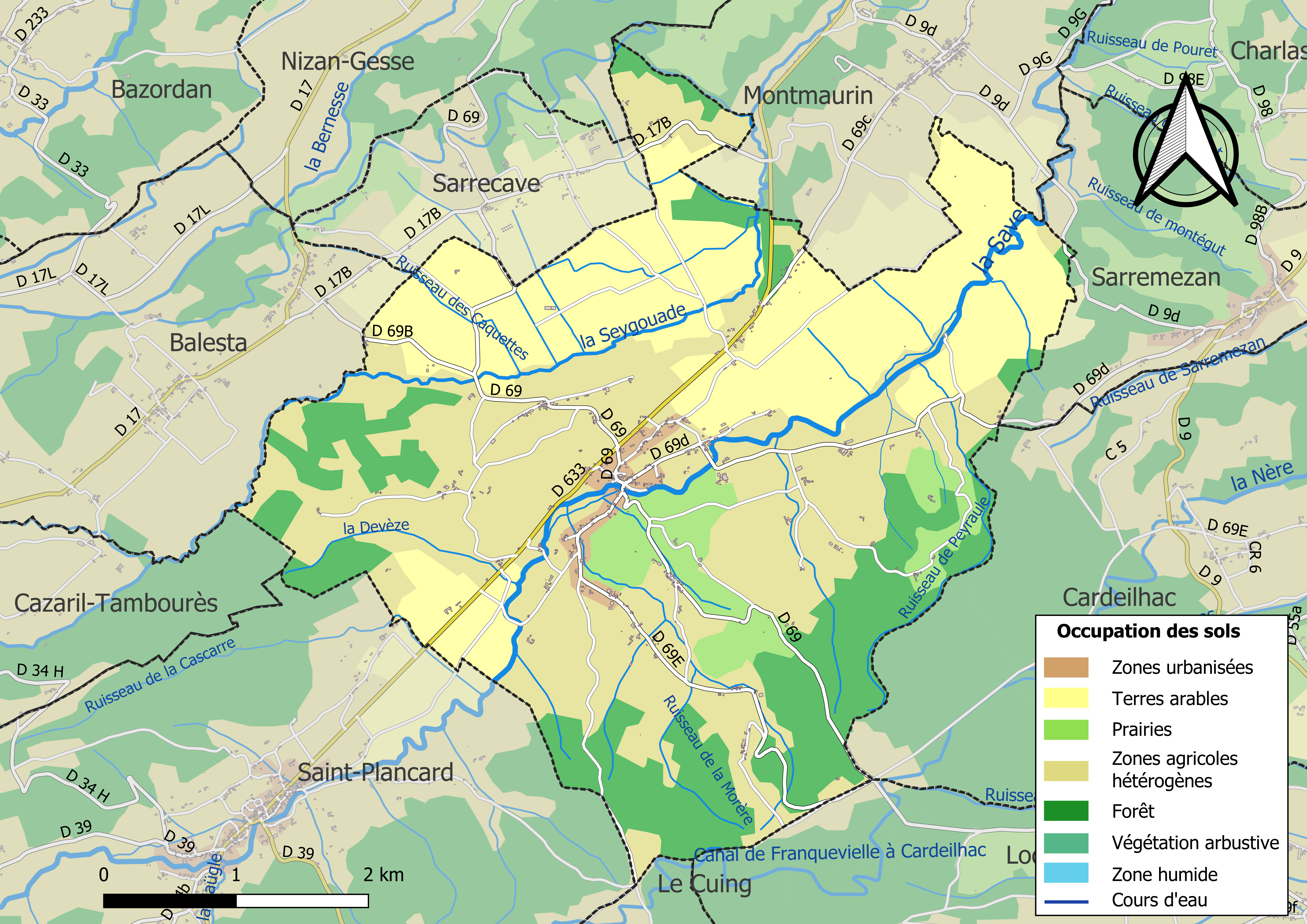
Carte des infrastructures et de l'occupation des sols de la commune en 2018 (CLC).

### Voies de communication et transports
Accès par l'ancienne route nationale 633 et la ligne régulière de transport interurbain du réseau Arc-en-ciel (anciennement SEMVAT).

### Risques majeurs
Le territoire de la commune de Larroque est vulnérable à différents aléas naturels : météorologiques (tempête, orage, neige, grand froid, canicule ou sécheresse), inondations, feux de forêts et séisme (sismicité modérée). Un site publié par le BRGM permet d'évaluer simplement et rapidement les risques d'un bien localisé soit par son adresse soit par le numéro de sa parcelle.
Certaines parties du territoire communal sont susceptibles d’être affectées par le risque d’inondation par débordement de cours d'eau, notamment le canal de Franquevielle à Cardeilhac et la Seygouade. La commune a été reconnue en état de catastrophe naturelle au titre des dommages causés par les inondations et coulées de boue survenues en 1982, 1999 et 2009,.
Un plan départemental de protection des forêts contre les incendies a été approuvé par arrêté préfectoral du 25 septembre 2006. Larroque est exposée au risque de feu de forêt du fait de la présence sur son territoire du massif de Cardeilhac. Il est ainsi défendu aux propriétaires de la commune et à leurs ayants droit de porter ou d’allumer du feu dans l'intérieur et à une distance de 200 mètres des bois, forêts, plantations, reboisements ainsi que des landes. L’écobuage est également interdit, ainsi que les feux de type méchouis et barbecues, à l’exception de ceux prévus dans des installations fixes (non situées sous couvert d'arbres) constituant une dépendance d'habitation,

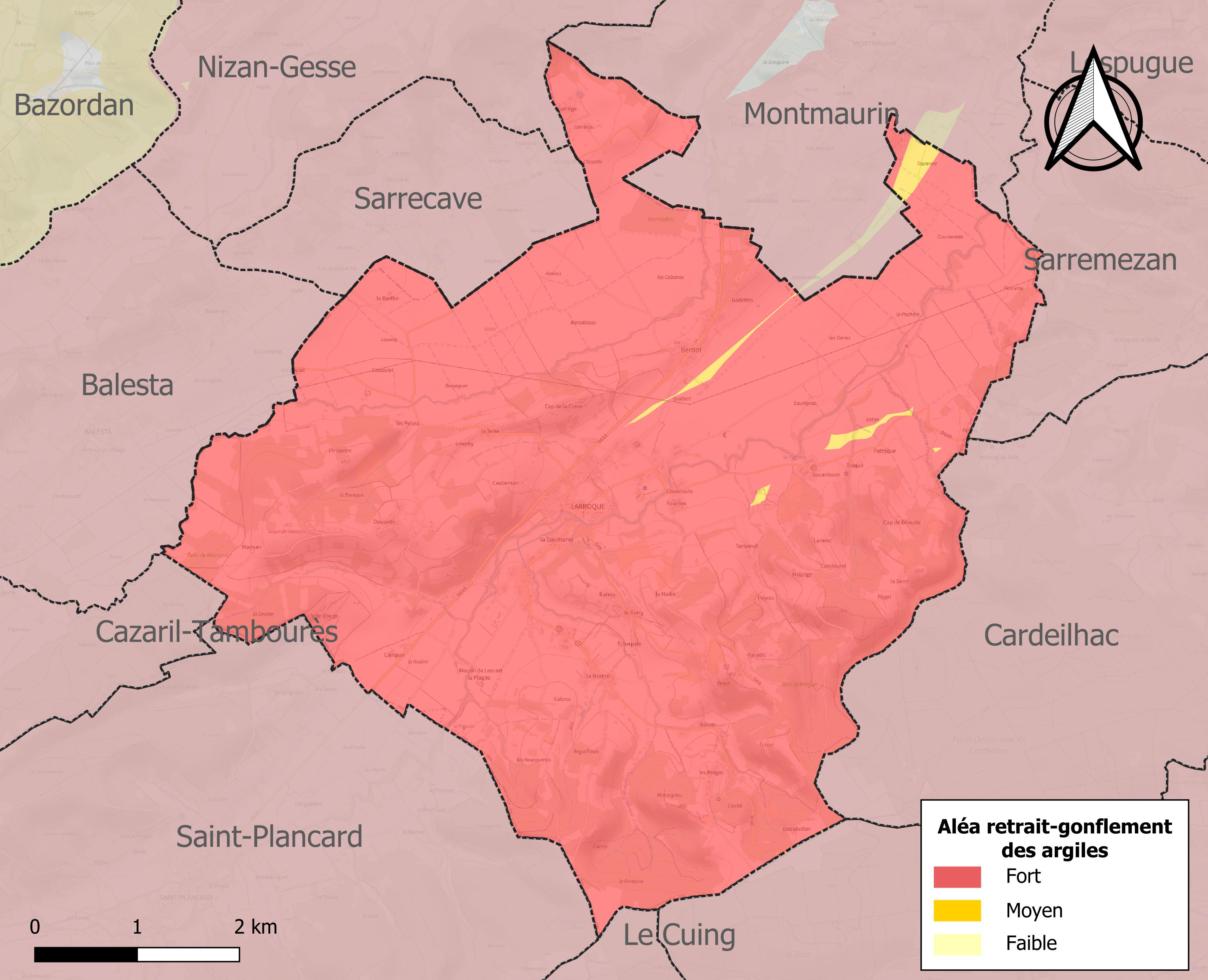
Carte des zones d'aléa retrait-gonflement des sols argileux de Larroque.

Le retrait-gonflement des sols argileux est susceptible d'engendrer des dommages importants aux bâtiments en cas d’alternance de périodes de sécheresse et de pluie. La totalité de la commune est en aléa moyen ou fort (88,8 % au niveau départemental et 48,5 % au niveau national). Sur les 171 bâtiments dénombrés sur la commune en 2019, 171 sont en aléa moyen ou fort, soit 100 %, à comparer aux 98 % au niveau départemental et 54 % au niveau national. Une cartographie de l'exposition du territoire national au retrait gonflement des sols argileux est disponible sur le site du BRGM,.
Par ailleurs, afin de mieux appréhender le risque d’affaissement de terrain, l'inventaire national des cavités souterraines permet de localiser celles situées sur la commune.
Concernant les mouvements de terrains, la commune a été reconnue en état de catastrophe naturelle au titre des dommages causés par la sécheresse en 1989 et 2003 et par des mouvements de terrain en 1999.

## Histoire

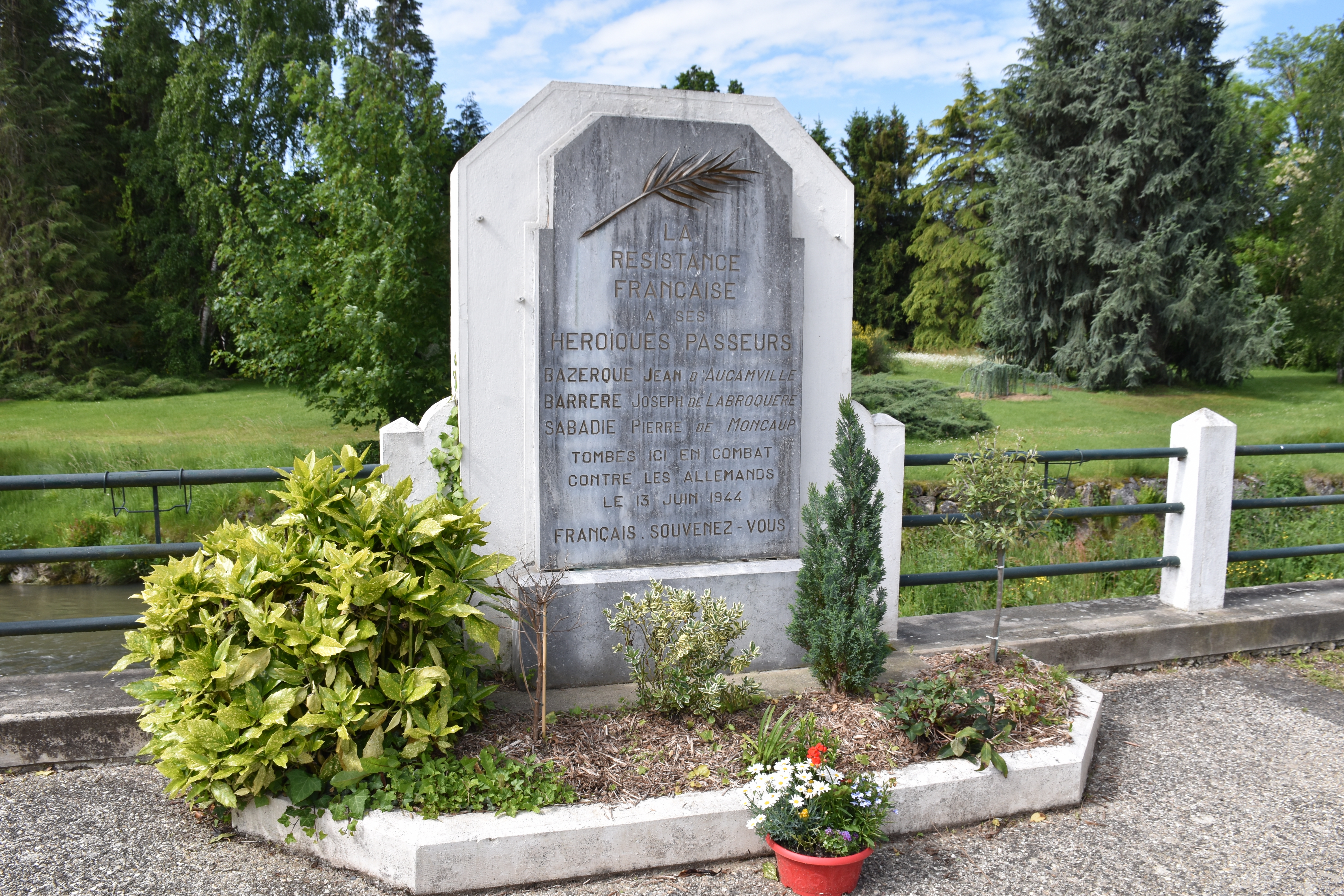
Larroque - Monument hommage aux trois résistants tués le 14 juin 1944.

Le 13 juin 1944, trois guides-passeurs du réseau Françoise (de Marie-Louise Dissard) circulant en voiture sont interceptés par un barrage allemand à la hauteur du pont sur la Save. Ils tentent de forcer le passage à la mitraillette, mais des tirs de mitrailleuse leur répondent, incendiant leur véhicule. Deux hommes périssent dans l'incendie, Joseph Barrère (de Labroquère) et Pierre Sabadiede (de Moncau) ; le troisième, Jean Bazerque (d'Aucamville), tente de s'échapper, mais est abattu. Un monument a été érigé à leur mémoire.

## Politique et administration

### Administration municipale
Le nombre d'habitants au recensement de 2011 étant compris entre 100 et 499, le nombre de membres du conseil municipal pour l'élection de 2014 est de onze,.

### Rattachements administratifs et électoraux
Commune faisant partie de la huitième circonscription de la Haute-Garonne, de la communauté de communes Cœur et Coteaux de Comminges et du canton de Saint-Gaudens (avant le redécoupage départemental de 2014, Larroque faisait partie de l'ex-canton de Boulogne-sur-Gesse et avant le 1er janvier 2017 elle faisait partie de la communauté de communes du Boulonnais).

### Liste des maires
| Période                                  | Période  | Identité          | Étiquette | Qualité                    |
| ---------------------------------------- | -------- | ----------------- | --------- | -------------------------- |
| juin 1995                                | 2017     | Michel Rey        | PS        | Retraité Fonction publique |
| 2017                                     | 2020     | Jean-Claude Ribes |           |                            |
| mai 2020                                 | En cours | Jean-Louis Renon  |           |                            |
| Les données manquantes sont à compléter. |          |                   |           |                            |

La mairie et la salle des fêtes
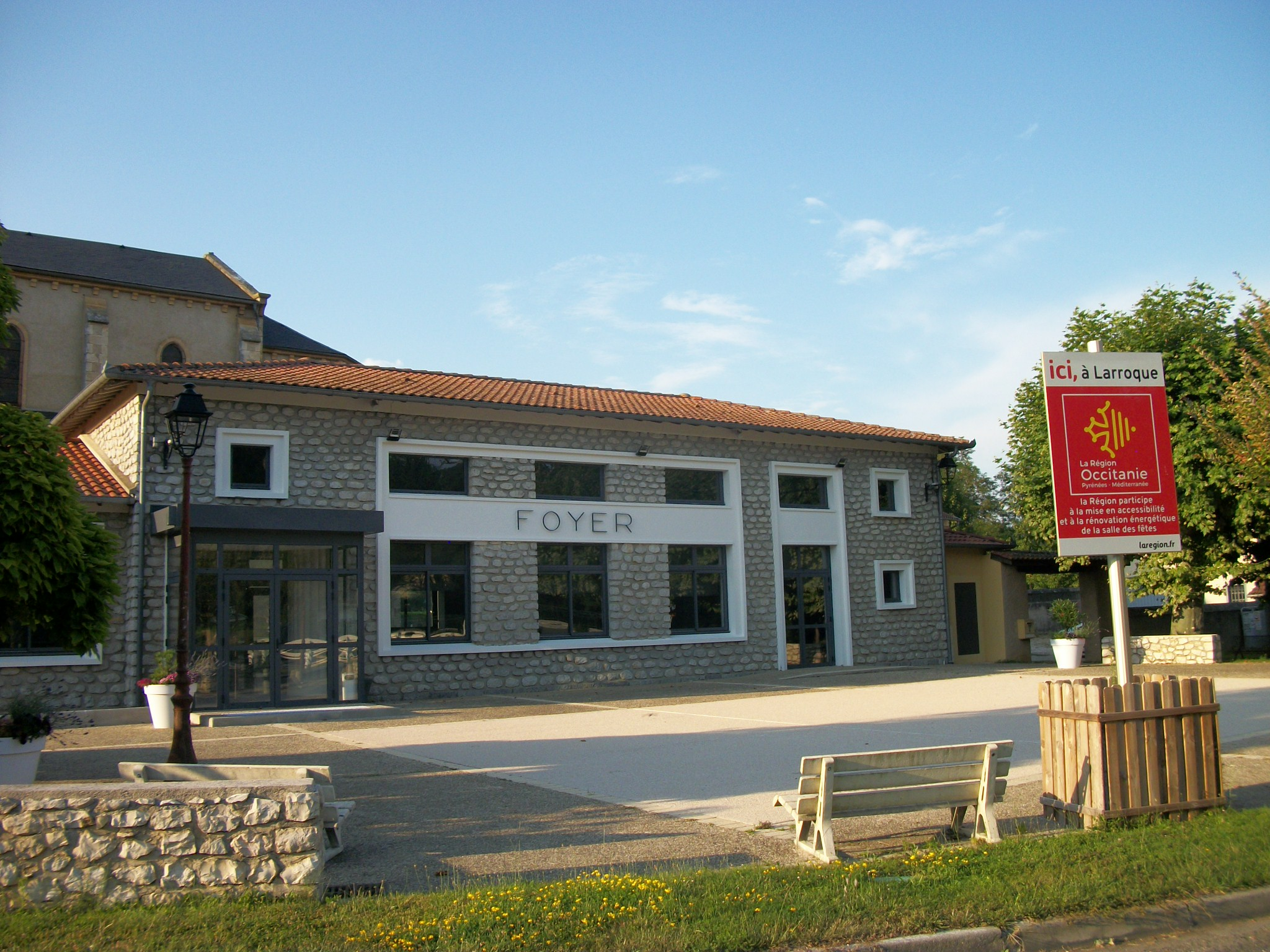
La salle des fêtes
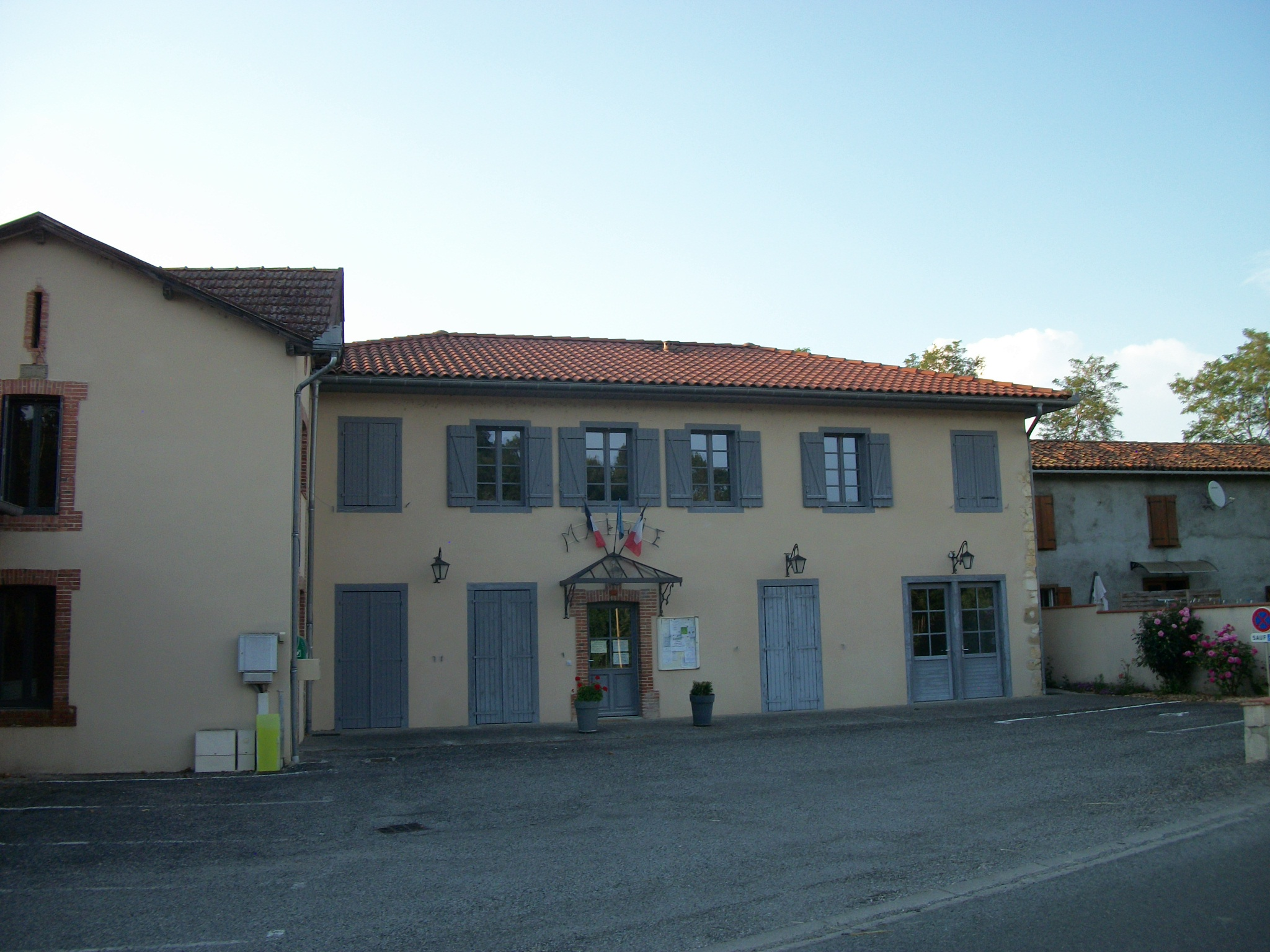
La mairie

## Population et société

### Démographie
L'évolution du nombre d'habitants est connue à travers les recensements de la population effectués dans la commune depuis 1793. Pour les communes de moins de 10 000 habitants, une enquête de recensement portant sur toute la population est réalisée tous les cinq ans, les populations de référence des années intermédiaires étant quant à elles estimées par interpolation ou extrapolation. Pour la commune, le premier recensement exhaustif entrant dans le cadre du nouveau dispositif a été réalisé en 2008.

En 2022, la commune comptait 292 habitants, en évolution de −0,34 % par rapport à 2016 (Haute-Garonne : +8,02 %, France hors Mayotte : +2,11 %).
| 1793 | 1800 | 1806 | 1821  | 1831  | 1836  | 1841  | 1846  | 1851  |
| ---- | ---- | ---- | ----- | ----- | ----- | ----- | ----- | ----- |
| 869  | 945  | 965  | 1 193 | 1 229 | 1 158 | 1 140 | 1 158 | 1 147 |

| 1856  | 1861  | 1866  | 1872  | 1876  | 1881 | 1886 | 1891 | 1896 |
| ----- | ----- | ----- | ----- | ----- | ---- | ---- | ---- | ---- |
| 1 101 | 1 082 | 1 107 | 1 078 | 1 042 | 971  | 962  | 869  | 813  |

| 1901 | 1906 | 1911 | 1921 | 1926 | 1931 | 1936 | 1946 | 1954 |
| ---- | ---- | ---- | ---- | ---- | ---- | ---- | ---- | ---- |
| 754  | 805  | 775  | 669  | 634  | 597  | 607  | 539  | 516  |

| 1962 | 1968 | 1975 | 1982 | 1990 | 1999 | 2006 | 2008 | 2013 |
| ---- | ---- | ---- | ---- | ---- | ---- | ---- | ---- | ---- |
| 544  | 542  | 466  | 426  | 415  | 335  | 313  | 309  | 304  |

| 2018 | 2022 | - | - | - | - | - | - | - |
| ---- | ---- | - | - | - | - | - | - | - |
| 290  | 292  | - | - | - | - | - | - | - |

| selon la population municipale des années : | 1968 | 1975 | 1982 | 1990 | 1999 | 2006 | 2009 | 2013 |
| Rang de la commune dans le département      | 148  | 171  | 227  | 227  | 261  | 295  | 306  | 316  |
| Nombre de communes du département           | 592  | 582  | 586  | 588  | 588  | 588  | 589  | 589  |

### Enseignement
Larroque fait partie de l'académie de Toulouse.

### Culture et festivités
Un festival de musique éclectique sur une base rock, blues, jazz. Le festival est entièrement gratuit pour un accès à tous. Il se veut convivial et familial dans un espace de verdure, il est propice à la détente, à l'échange et au partage. Il est porté par un mouvement d'Éducation populaire.

### Activités sportives
Randonnée pédestre, chasse, pétanque, football, tennis.

## Économie

### Revenus
En 2018  (données Insee publiées en septembre 2021), la commune compte 131 ménages fiscaux, regroupant 274 personnes. La médiane du revenu disponible par unité de consommation est de 18 320 € (23 140 € dans le département).

### Emploi
|                | 2008  | 2013  | 2018  |
| -------------- | ----- | ----- | ----- |
| Commune        | 9,5 % | 14 %  | 13 %  |
| Département    | 7,7 % | 9,6 % | 9,3 % |
| France entière | 8,3 % | 10 %  | 10 %  |

En 2018, la population âgée de 15 à 64 ans s'élève à 162 personnes, parmi lesquelles on compte 75,9 % d'actifs (63 % ayant un emploi et 13 % de chômeurs) et 24,1 % d'inactifs,. Depuis 2008, le taux de chômage communal (au sens du recensement) des 15-64 ans est supérieur à celui de la France et du département.
La commune est hors attraction des villes,. Elle compte 48 emplois en 2018, contre 40 en 2013 et 39 en 2008. Le nombre d'actifs ayant un emploi résidant dans la commune est de 104, soit un indicateur de concentration d'emploi de 45,9 % et un taux d'activité parmi les 15 ans ou plus de 47,5 %.
Sur ces 104 actifs de 15 ans ou plus ayant un emploi, 34 travaillent dans la commune, soit 33 % des habitants. Pour se rendre au travail, 84,6 % des habitants utilisent un véhicule personnel ou de fonction à quatre roues, 1 % les transports en commun, 3,9 % s'y rendent en deux-roues, à vélo ou à pied et 10,6 % n'ont pas besoin de transport (travail au domicile).

### Activités hors agriculture

#### Secteurs d'activités
22 établissements sont implantés  à Larroque au 31 décembre 2019. Le tableau ci-dessous en détaille le nombre par secteur d'activité et compare les ratios avec ceux du département,.
Le secteur du commerce de gros et de détail, des transports, de l'hébergement et de la restauration est prépondérant sur la commune puisqu'il représente 22,7 % du nombre total d'établissements de la commune (5 sur les 22 entreprises implantées  à Larroque), contre 25,9 % au niveau départemental.

#### Entreprises et commerces
L'économie de la commune est essentiellement basée sur l'agriculture.

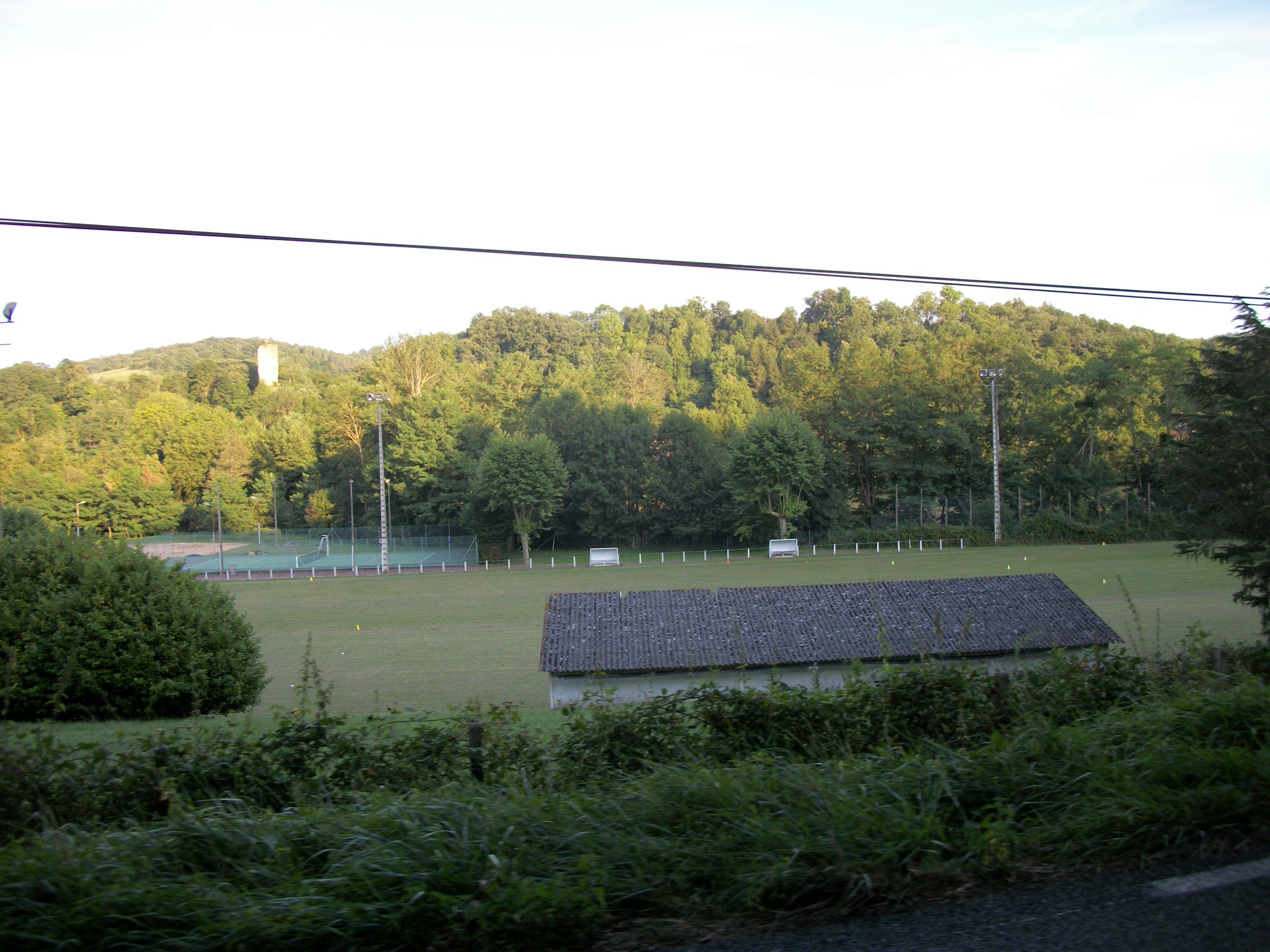
Stade de football et terrain de tennis. En arrière-plan, le donjon de Larroque

### Agriculture
La commune est dans les « Coteaux de Gascogne », une petite région agricole occupant une partie ouest du département de la Haute-Garonne, constitué d'un relief de cuestas et de vallées peu profondes, creusés par les rivières issues du massif pyrénéen, avec une activité de polyculture et d’élevage. En 2020, l'orientation technico-économique de l'agriculture  sur la commune est l'élevage bovin, orientation mixte lait et viande.
|               | 1988  | 2000  | 2010  | 2020  |
| ------------- | ----- | ----- | ----- | ----- |
| Exploitations | 68    | 47    | 41    | 42    |
| SAU (ha)      | 1 338 | 1 371 | 1 390 | 1 501 |

Le nombre d'exploitations agricoles en activité et ayant leur siège dans la commune est passé de 68 lors du recensement agricole de 1988  à 47 en 2000 puis à 41 en 2010 et enfin à 42 en 2020, soit une baisse de 38 % en 32 ans. Le même mouvement est observé à l'échelle du département qui a perdu pendant cette période 57 % de ses exploitations,. La surface agricole utilisée sur la commune a quant à elle augmenté, passant de 1 338 ha en 1988 à 1 501 ha en 2020. Parallèlement la surface agricole utilisée moyenne par exploitation a augmenté, passant de 20 à 36 ha.

## Culture locale et patrimoine

### Lieux et monuments
- Donjon de Larroque : tour du XIIe siècle, vestige du château des comtes de Sabran, classée au titre des monuments historiques en 1930[42].
- Église paroissiale Saint-Saturnin.
- Monument avec une croix en pierre.
- Monument commémoratif pour la résistance française à ses héroïques passeurs tombés ici en combat contre les allemands le 13 juin 1944.
- Monument de la crucifixion de Jésus.
- Monument aux morts.

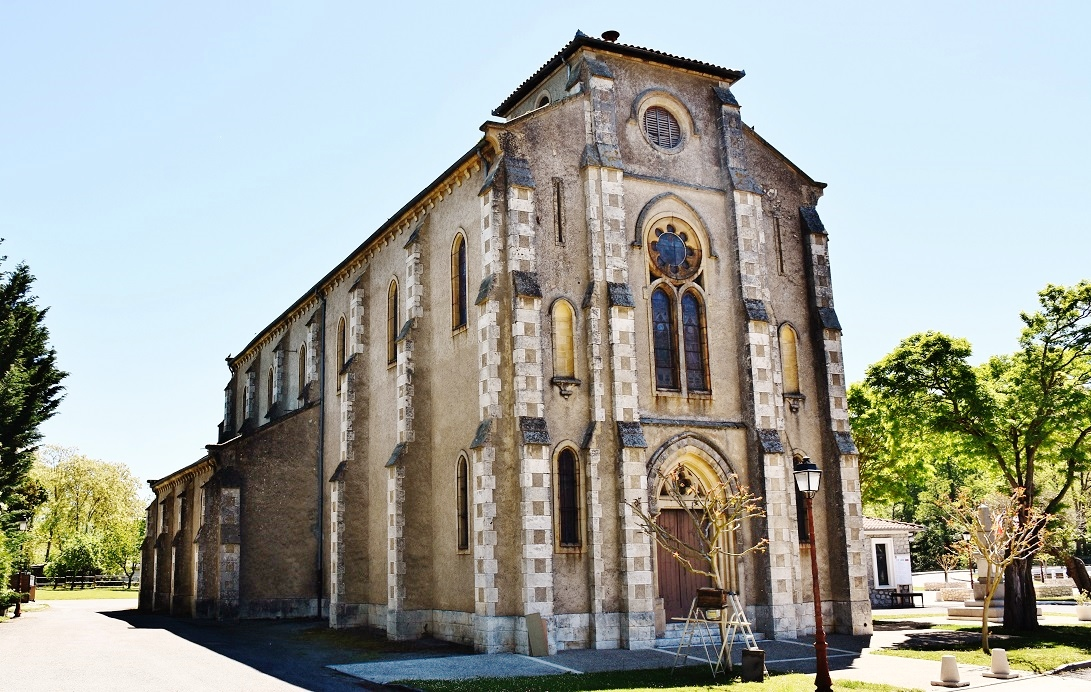
L'église Saint-Saturnin de Larroque.
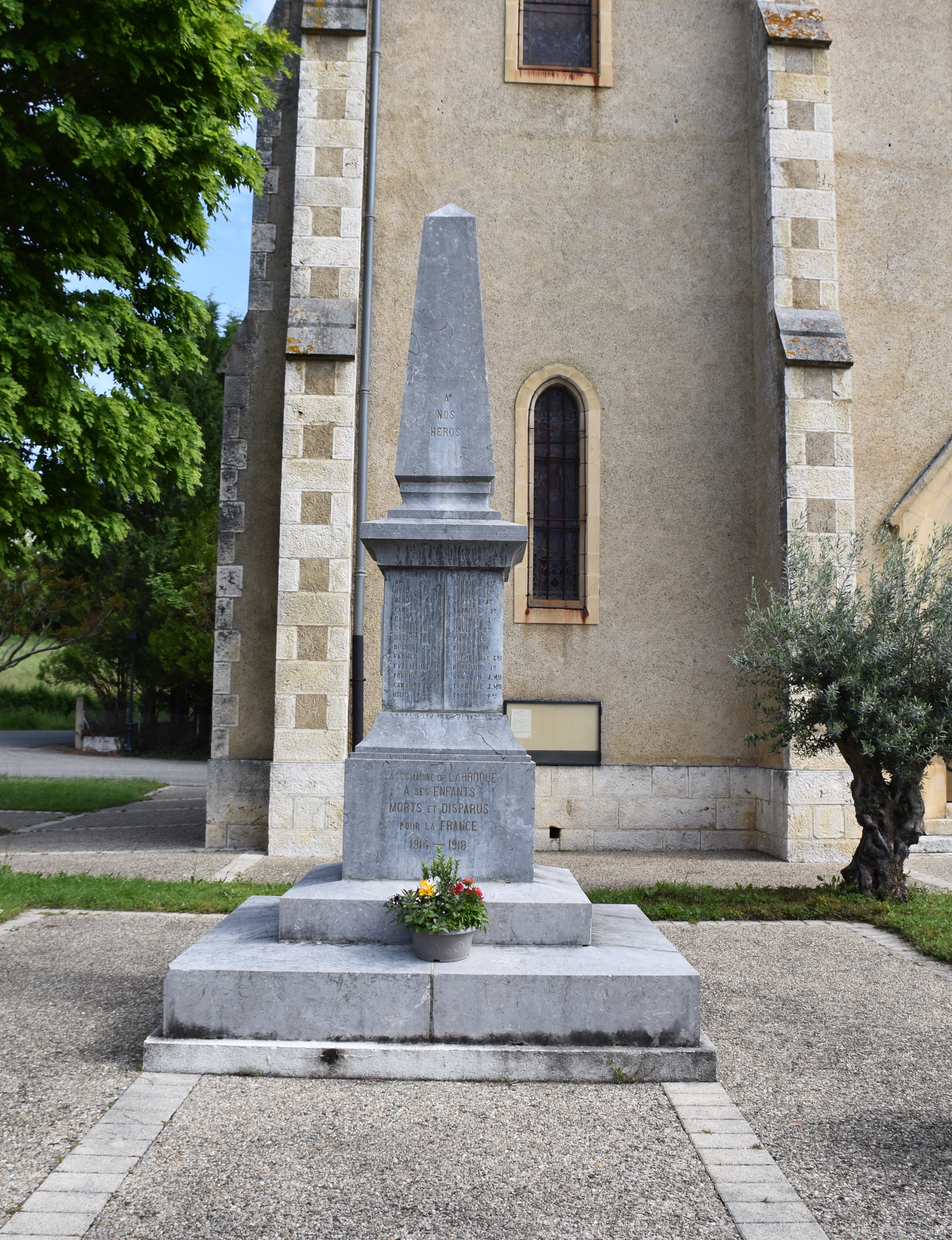
Le monument aux morts.
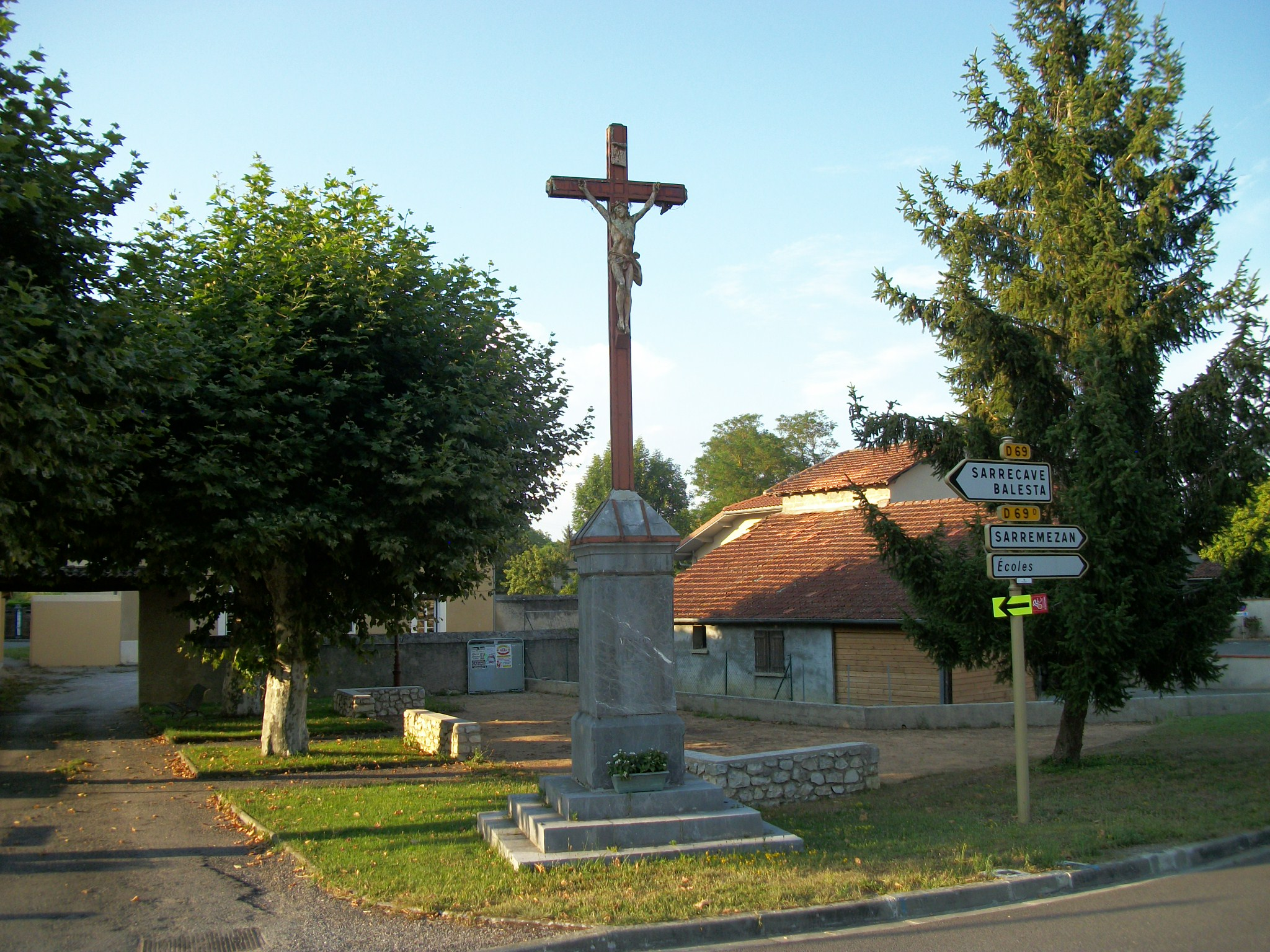
Monument de la crucifixion de Jésus.
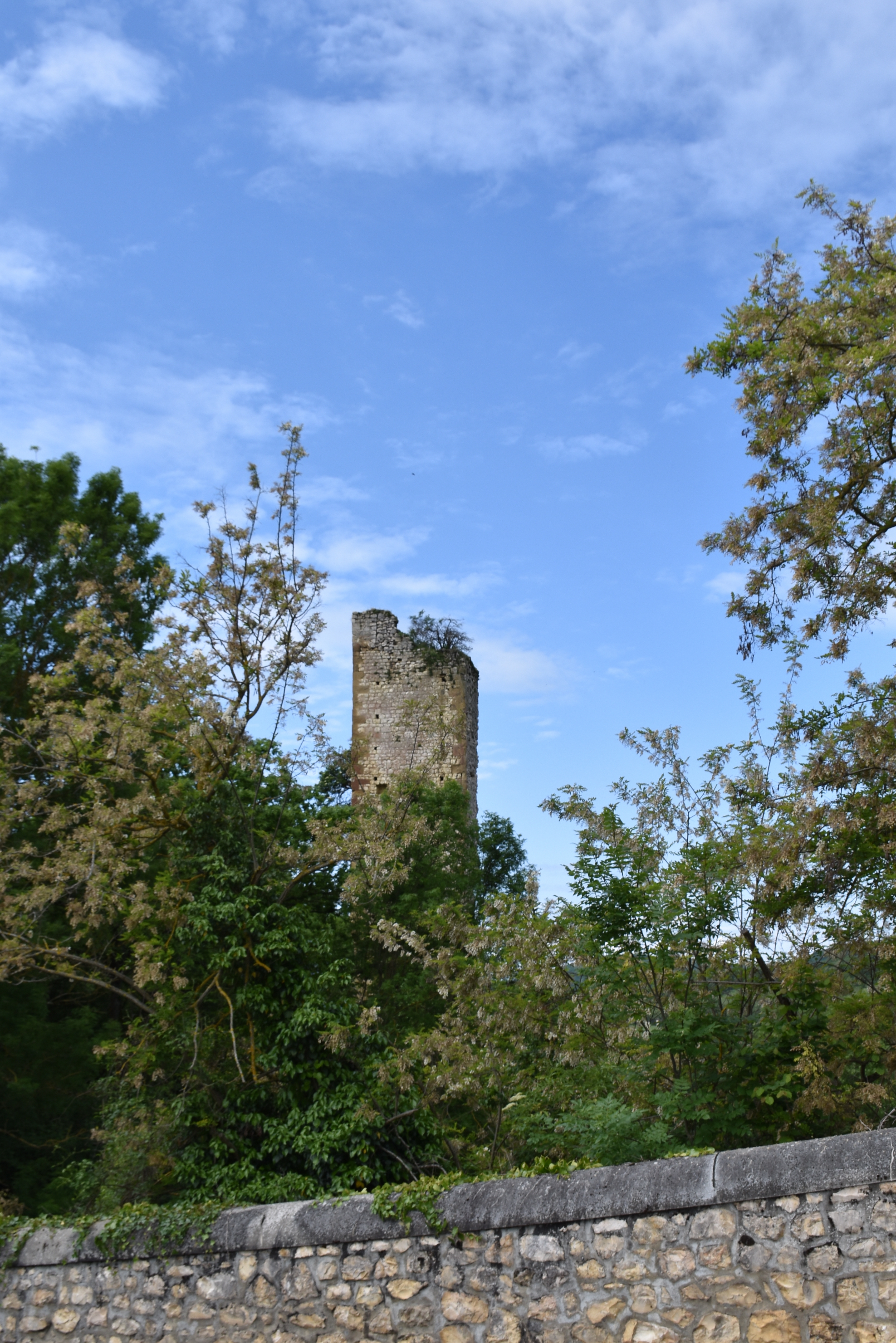
La tour du XIIe siècle, vestige du château des comtes de Sabran.
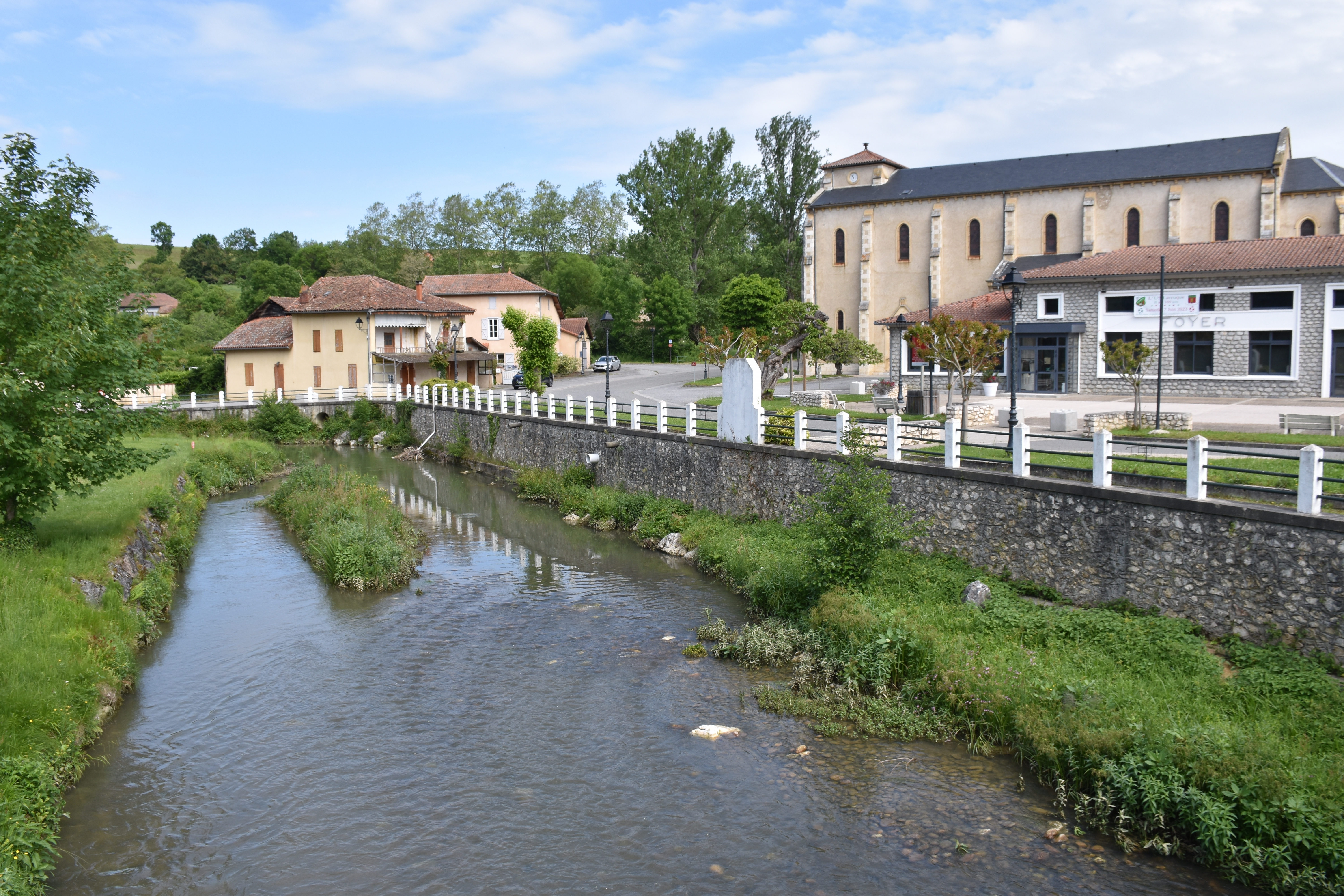
La Save dans le village.
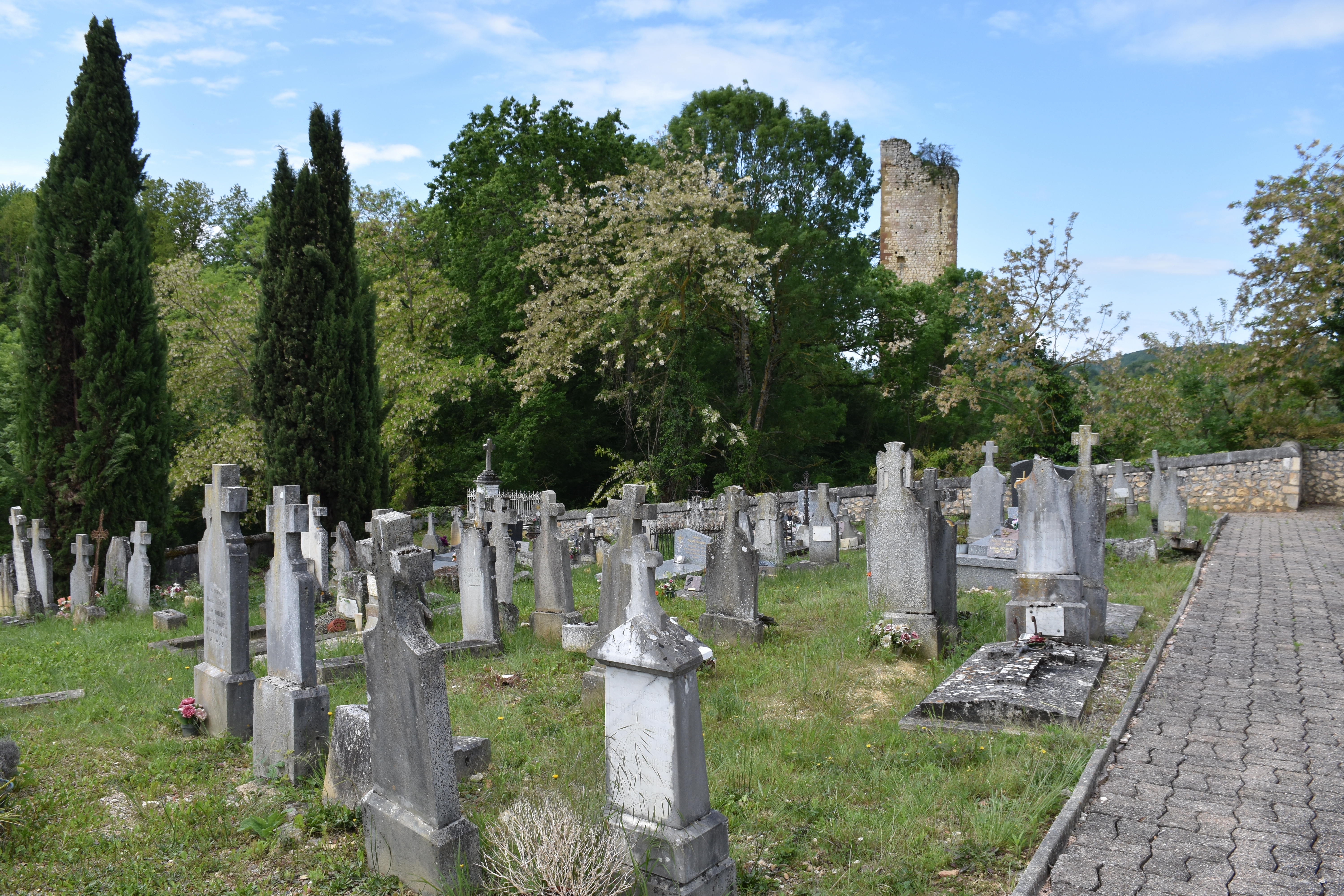
Le vieux cimetière du château.

### Personnalités liées à la commune
- Élie Baup, entraîneur de football.

### Héraldique
| Blason de Larroque | Blason  | Écartelé : aux 1er et 4e d'or à trois pals de gueules, au 2e de sable à une tour d'argent ouverte, ajourée et maçonnée du champ, au 3e d'azur à un lion [?] d'argent. |
| Blason de Larroque | Détails | Le statut officiel du blason reste à déterminer. |

#### Site de l'Insee
1. 1 2  Insee, « Métadonnées de la commune de Larroque (Haute-Garonne) ».
2. ↑  « La grille communale de densité », sur insee,fr, 28 mai 2024 (consulté le 27 juin 2024).
3. ↑  « Base des aires d'attraction des villes 2020. », sur insee.fr, 21 octobre 2020 (consulté le 27 juin 2024).
4. ↑  Marie-Pierre de Bellefon, Pascal Eusebio, Jocelyn Forest, Olivier Pégaz-Blanc et Raymond Warnod (Insee), « En France, neuf personnes sur dix vivent dans l’aire d’attraction d’une ville », sur insee.fr, 21 octobre 2020 (consulté le 27 juin 2024).
5. ↑  « REV T1 - Ménages fiscaux de l'année 2018 à Larroque » (consulté le 2 février 2022).
6. ↑  « REV T1 - Ménages fiscaux de l'année 2018 dans la Haute-Garonne » (consulté le 2 février 2022).
7. 1 2  « Emp T1 - Population de 15 à 64 ans par type d'activité en 2018 à Larroque » (consulté le 2 février 2022).
8. ↑  « Emp T1 - Population de 15 à 64 ans par type d'activité en 2018 dans la Haute-Garonne » (consulté le 2 février 2022).
9. ↑  « Emp T1 - Population de 15 à 64 ans par type d'activité en 2018 dans la France entière » (consulté le 2 février 2022).
10. ↑  « Base des aires d'attraction des villes 2020 », sur site de l'Insee (consulté le 10 avril 2021).
11. ↑  « Emp T5 - Emploi et activité en 2018 à Larroque » (consulté le 2 février 2022).
12. ↑  « ACT T4 - Lieu de travail des actifs de 15 ans ou plus ayant un emploi qui résident dans la commune en 2018 » (consulté le 2 février 2022).
13. ↑  « ACT G2 - Part des moyens de transport utilisés pour se rendre au travail en 2018 » (consulté le 2 février 2022).
14. ↑  « DEN T5 - Nombre d'établissements par secteur d'activité au 31 décembre 2019 à Larroque » (consulté le 12 février 2022).
15. ↑  « DEN T5 - Nombre d'établissements par secteur d'activité au 31 décembre 2019 dans la Haute-Garonne » (consulté le 12 février 2022).

#### Autres sources
1. ↑  Stephan Georg, « Distance entre Larroque et Toulouse », sur fr.distance.to (consulté le 24 août 2021).
2. ↑  Stephan Georg, « Distance entre Larroque et Saint-Gaudens », sur fr.distance.to (consulté le 24 août 2021).
3. ↑  « Communes les plus proches de Larroque », sur villorama.com (consulté le 24 août 2021).
4. ↑  Frédéric Zégierman, Le guide des pays de France - Sud, Paris, Fayard, avril 1999 (ISBN 2-213-59961-0), p. 293-296.
5. ↑  Carte IGN sous Géoportail
6. ↑  Répertoire géographique des communes, publié par l'Institut national de l'information géographique et forestière, [lire en ligne].
7. ↑  « Fiche communale de Larroque », sur le système d'information pour la gestion des eaux souterraines en Occitanie (consulté le 5 novembre 2021).
8. ↑  Sandre, « la Save »
9. ↑  Sandre, « le canal de Franquevielle à Cardeilhac »
10. ↑  Sandre, « la Seygouade »
11. 1 2  Daniel Joly, Thierry Brossard, Hervé Cardot, Jean Cavailhes, Mohamed Hilal et Pierre Wavresky, « Les types de climats en France, une construction spatiale », Cybergéo, revue européenne de géographie - European Journal of Geography, no 501,‎ 18 juin 2010 (DOI 10.4000/cybergeo.23155, lire en ligne, consulté le 21 novembre 2023)
12. ↑  « Zonages climatiques en France métropolitaine. », sur pluiesextremes.meteo.fr (consulté le 21 novembre 2023).
13. ↑  « Orthodromie entre Larroque et Clarac », sur fr.distance.to (consulté le 21 novembre 2023).
14. ↑  « Station Météo-France « Clarac » (commune de Clarac) - fiche climatologique - période 1991-2020 », sur donneespubliques.meteofrance.fr (consulté le 21 novembre 2023).
15. ↑  « Station Météo-France « Clarac » (commune de Clarac) - fiche de métadonnées. », sur donneespubliques.meteofrance.fr (consulté le 21 novembre 2023).
16. ↑  « Climadiag Commune : diagnostiquez les enjeux climatiques de votre collectivité. », sur meteofrance.fr, novembre 2022 (consulté le 21 novembre 2023).
17. 1 2  « Liste des ZNIEFF de la commune de Larroque », sur le site de l'Inventaire national du patrimoine naturel (consulté le 29 août 2021).
18. ↑  « ZNIEFF la « forêt de Cardeilhac » - fiche descriptive », sur le site de l'inventaire national du patrimoine naturel (consulté le 29 août 2021).
19. ↑  « ZNIEFF les « massifs forestiers de Cardeilhac et de l'Escale » - fiche descriptive », sur le site de l'inventaire national du patrimoine naturel (consulté le 29 août 2021).
20. ↑  « CORINE Land Cover (CLC) - Répartition des superficies en 15 postes d'occupation des sols (métropole). », sur le site des données et études statistiques du ministère de la Transition écologique. (consulté le 14 avril 2021).
21. 1 2 3  « Les risques près de chez moi - commune de Larroque », sur Géorisques (consulté le 17 octobre 2022).
22. ↑  BRGM, « Évaluez simplement et rapidement les risques de votre bien », sur Géorisques (consulté le 10 septembre 2022).
23. ↑  « Dossier départemental des risques majeurs dans la Haute-Garonne », sur haute-garonne.gouv.fr (consulté le 10 septembre 2022), partie 1 -  chapitre Risque inondation.
24. ↑  « Dossier départemental des risques majeurs dans la Haute-Garonne », sur haute-garonne.gouv.fr (consulté le 10 septembre 2022), chapitre Risque feux de forêts.
25. ↑  « Prévention des incendies de forêt en Haute-Garonne », sur haute-garonne.gouv.fr (consulté le 10 septembre 2022).
26. ↑  « Retrait-gonflement des argiles », sur le site de l'observatoire national des risques naturels (consulté le 10 septembre 2022).
27. ↑  « Liste des cavités souterraines localisées sur la commune de Larroque », sur georisques.gouv.fr (consulté le 10 septembre 2022).
28. ↑  art L. 2121-2 du code général des collectivités territoriales.
29. ↑  « Résultats des élections municipales et communautaires 2014 », sur interieur.gouv.fr (consulté le 19 août 2020).
30. ↑  L'organisation du recensement, sur insee.fr.
31. ↑  Calendrier départemental des recensements, sur insee.fr.
32. ↑  Des villages de Cassini aux communes d'aujourd'hui sur le site de l'École des hautes études en sciences sociales.
33. ↑  Fiches Insee - Populations de référence de la commune pour les années 2006, 2007, 2008, 2009, 2010, 2011, 2012, 2013, 2014, 2015, 2016, 2017, 2018, 2019, 2020, 2021 et 2022.
34. 1 2 3 4 5  INSEE, « Population selon le sexe et l'âge quinquennal de 1968 à 2012 (1990 à 2012 pour les DOM) », sur insee.fr, 15 octobre 2015 (consulté le 10 janvier 2016).
35. ↑  INSEE, « Populations légales 2006 des départements et des collectivités d'outre-mer », sur insee.fr, 1er janvier 2009 (consulté le 8 janvier 2016).
36. ↑  INSEE, « Populations légales 2009 des départements et des collectivités d'outre-mer », sur insee.fr, 1er janvier 2012 (consulté le 8 janvier 2016).
37. ↑  INSEE, « Populations légales 2013 des départements et des collectivités d'outre-mer », sur insee.fr, 1er janvier 2016 (consulté le 8 janvier 2016).
38. ↑  « Les régions agricoles (RA), petites régions agricoles(PRA) - Année de référence : 2017 », sur agreste.agriculture.gouv.fr (consulté le 12 février 2022).
39. ↑  Présentation des premiers résultats du recensement agricole 2020, Ministère de l’agriculture et de l’alimentation, 10 décembre 2021
40. 1 2  « Fiche de recensement agricole - Exploitations ayant leur siège dans la commune de Larroque - Données générales », sur recensement-agricole.agriculture.gouv.fr (consulté le 12 février 2022).
41. ↑  « Fiche de recensement agricole - Exploitations ayant leur siège dans le département de la Haute-Garonne » (consulté le 12 février 2022).
42. ↑  « Donjon », notice no PA00094363, sur la plateforme ouverte du patrimoine, base Mérimée, ministère français de la Culture, consultée le 27 novembre 2011.
43. ↑  « 31276 Larroque (Haute-Garonne) », sur armorialdefrance.fr (consulté le 27 septembre 2021).